# Slava Raškaj
Slava Raškaj   (Ozalj, 2 de gener de 1877 - Stenjevec, 29 de març de 1906) va ser una pintora croata, considerada com la millor aquarel·lista croata de finals de segle xix i principis del segle xx. Sorda de naixement, Raškaj va estudiar a Viena i Zagreb, on la seva mentora va ser el reconegut pintor croat Bela Čikoš Sesija. En la dècada del 1890, les seves obres van ser exhibides a tot Europa, fins i tot a l'Exposició Universal de París de 1900.
Quan va complir vint anys, Raškaj va ser diagnosticada amb depressió aguda, i va ser institucionalitzada durant els últims tres anys de la seva vida abans de morir el 1906 per tuberculosi a Zagreb. El valor del seu treball va ser en gran part passat per alt pels historiadors de l'art en les dècades següents, però a finals de la dècada del 1990 i principis de la dècada del 2000, l'interès en el seu treball es va revifar.

## Biografia
Friderika Slavomira Olga Raškaj va néixer el 2 de gener de 1877 en una família de classe mitjana (la seva mare Olga dirigia l'oficina de correus local, que era en aquell moment una posició administrativa prestigiosa) a la ciutat d'Ozalj a l'actual Croàcia (en aquell moment era el Regne de Croàcia-Eslavònia, una subdivisió dins d'Àustria-Hongria). Olga li agradava pintar en el seu temps lliure i va transmetre el seu amor per les arts molt d'hora a les seves filles Slava i Paula (Paula més tard va treballar com a mestra d'escola a Orahovica i també va continuar pintant de manera casual en l'edat adulta).
Quan va cumplir els vuit anys, Raškaj va ser enviada a Viena per inscriure's en una escola per a persones sordes, on va aprendre a dibuixar. Els seus dibuixos d'aquest període representen principalment motlles d'escultures clàssiques dibuixades amb llapis o tinta (dos d'aquests dibuixos van sobreviure i s'exhibeixen al Museu de l'Escola Croata, a la Plaça de la República de Croàcia a Zagreb). Durant la seva estada a Viena, també va aprendre alemany i francès, i en els últims anys va passar a les tècniques d'aquarel·la i guaix abans de tornar a Ozalj en 1893.
Al seu retorn, el mestre d'escola local Ivan Muha-Otoić va notar el seu talent artístic i va instar als seus pares a enviar-la a Zagreb per rebre més classes d'art al taller del reconegut pintor Vlaho Bukovac el 1895 (ja que Bukovac era amic de Muha-Otoić). Un cop a Zagreb, Bukovac es va negar a ajudar-la, però després Bela Čikoš Sesija la va acollir i va començar a instruir-la en el seu propi estudi el 1896. Va passar els següents anys treballant amb Sesija: vivia en el que llavors era l'Institut Estatal per a Nens (Zemaljski Zavod za odgoj gluhonijeme djece) al carrer Ilica, i ella va utilitzar un dipòsit de cadàvers local com el seu estudi (mentrestant, el seu antic mestre de Ozalj Ivan Muha-Otoić es va convertir en director de l'Institut el 1895).

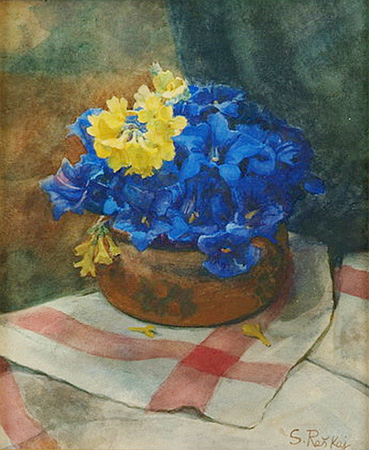
Flors, c. 1890
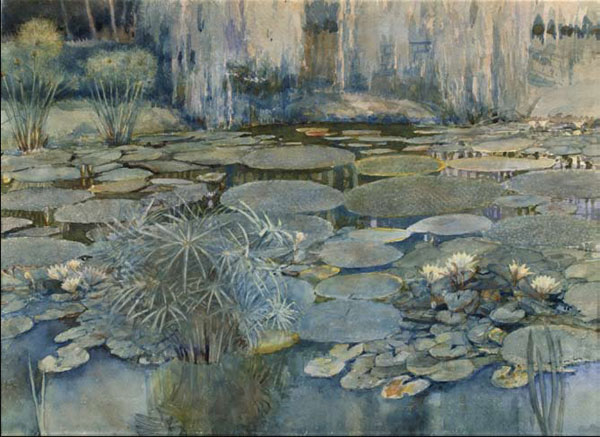
Lliris d'aigua, 1890
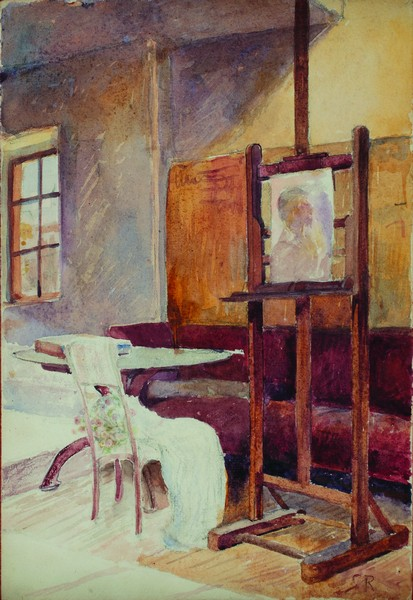
Somiant a l'atelier de l'antic dipòsit de cadàvers, 1897

El repertori de Raškaj era peculiar en aquest moment; pintava pintures macabres de natura morta, aquarel·les amb objectes inusuals, com una estrella de mar, una capsa de joies de plata, i encara més interessants, parells d'objectes com una rosa vermella i un mussol, o una llagosta i un ventall. 

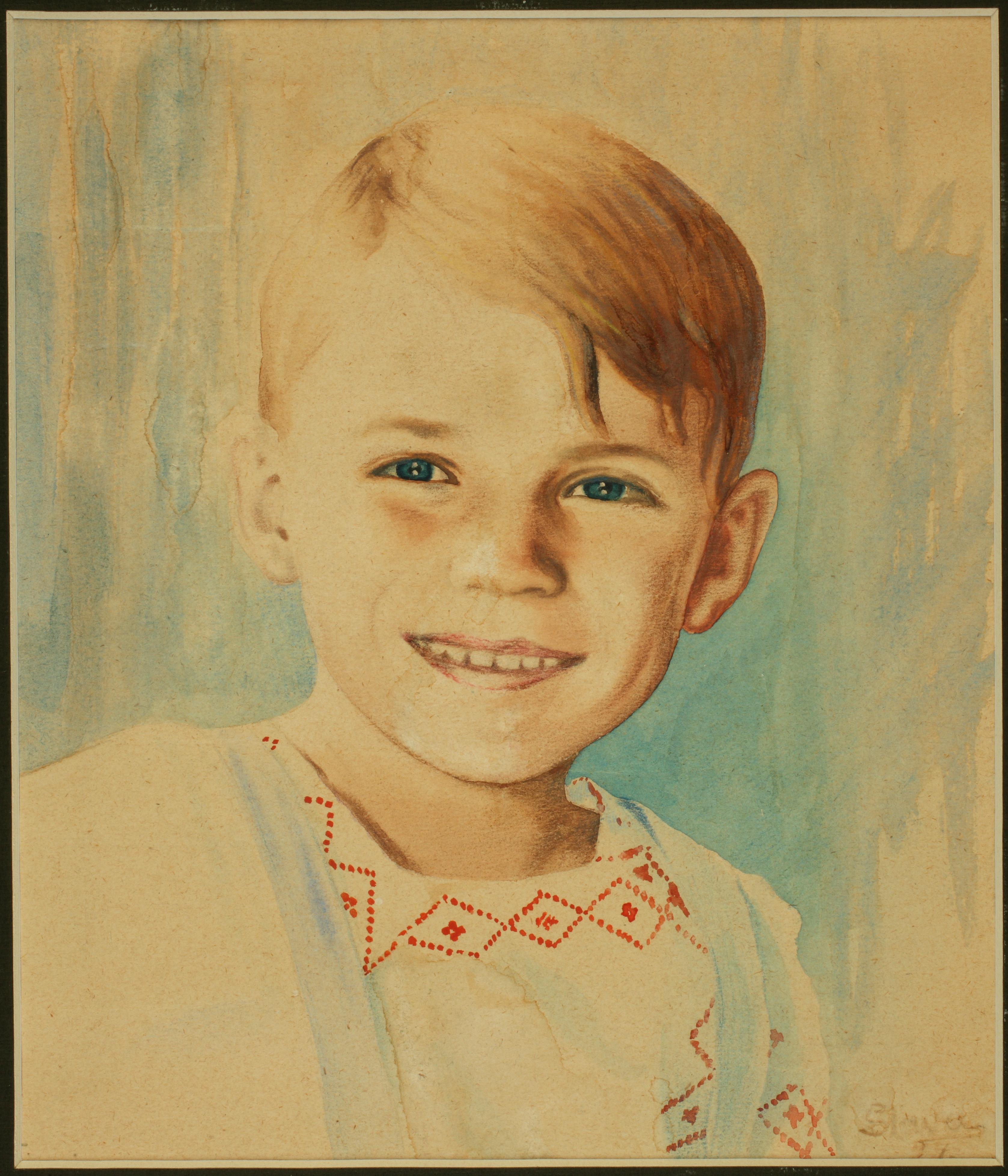
Vera Papić, la sordmuda del poble, 1897
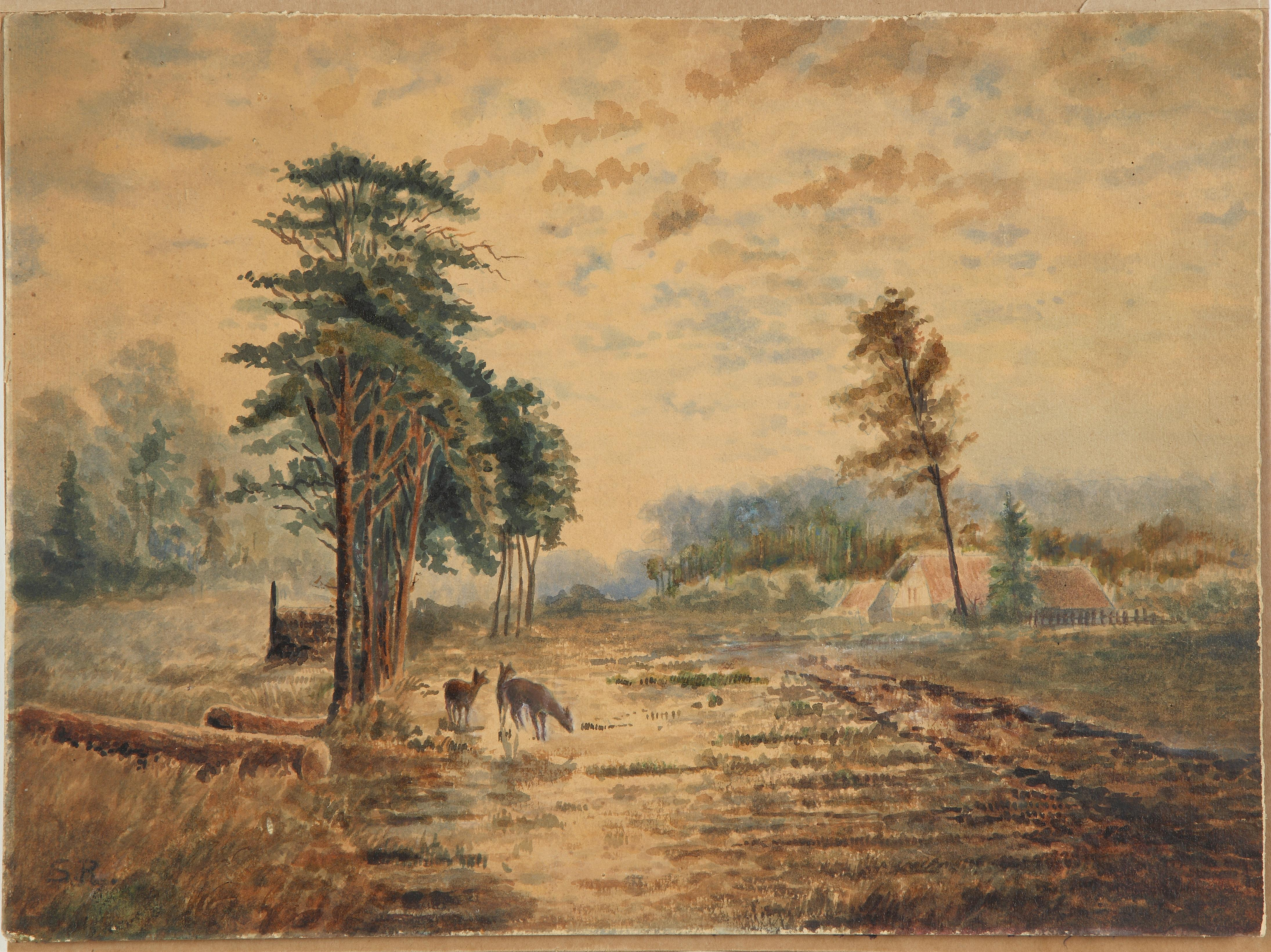
Tres cérvols prop del poble, 1897
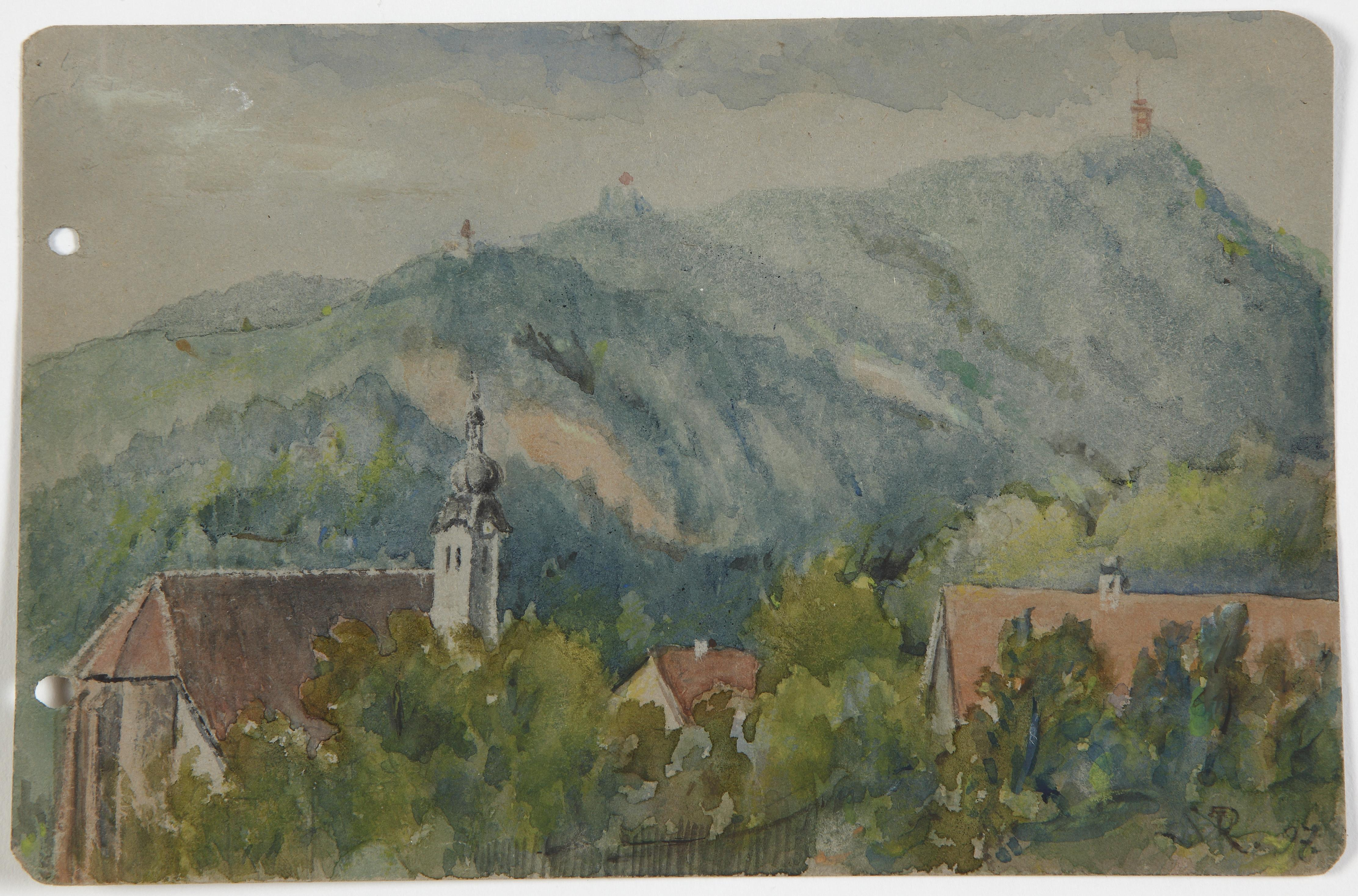
Vista des del turó de Samobor, 1897

A finals de la dècada del 1890, va començar a pintar en plein air, representant escenes a l'aire lliure del Jardí Botànic de Zagreb, el Parc Maksimir i altres parcs de la ciutat, amb tons i colors una mica més clars. El 1899 va tornar a la seva ciutat natal d'Ozalj i va continuar pintant a l'aire lliure, el que també era inusual en aquest moment. Les seves pintures més valuoses van ser creades en la dècada del 1890, incloent obres com Autoretrat, Primavera a Ozalj, El molí vell i altres. Les seves obres es van exposar públicament per primera vegada al Pavelló de les Arts de Zagreb poc després de la seva obertura el 1898, on es van presentar sis de les seves aquarel·les juntament amb les obres de reconeguts pintors com Menci Klement Crnčić i Vlaho Bukovac. Les seves pintures també es van exhibir a Sant Petersburg, a Moscou i en l'Exposició Universal de París de 1900, on es van exhibir cinc dels seus pintures.

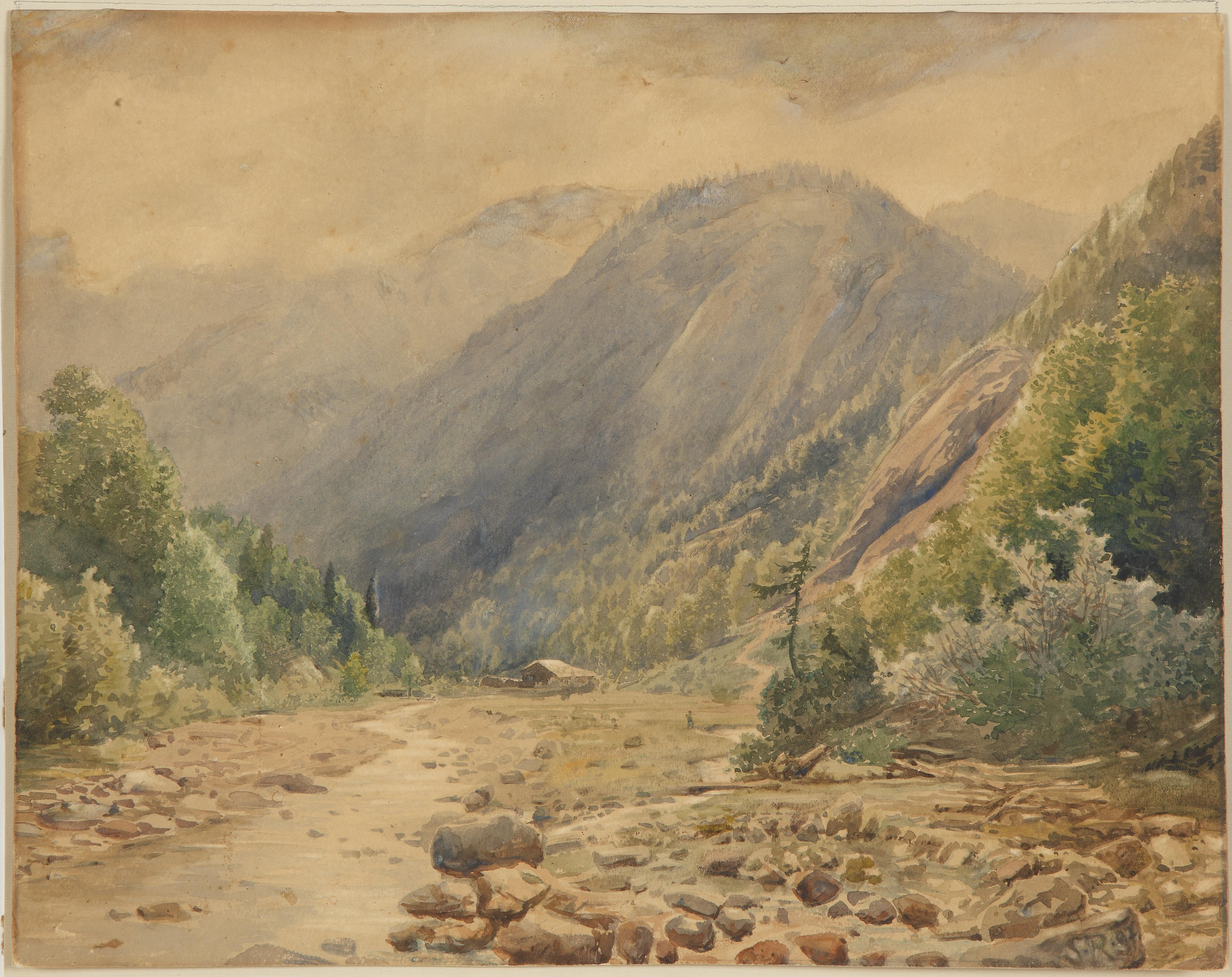
Dia plujós als turons de Samobor, 1897
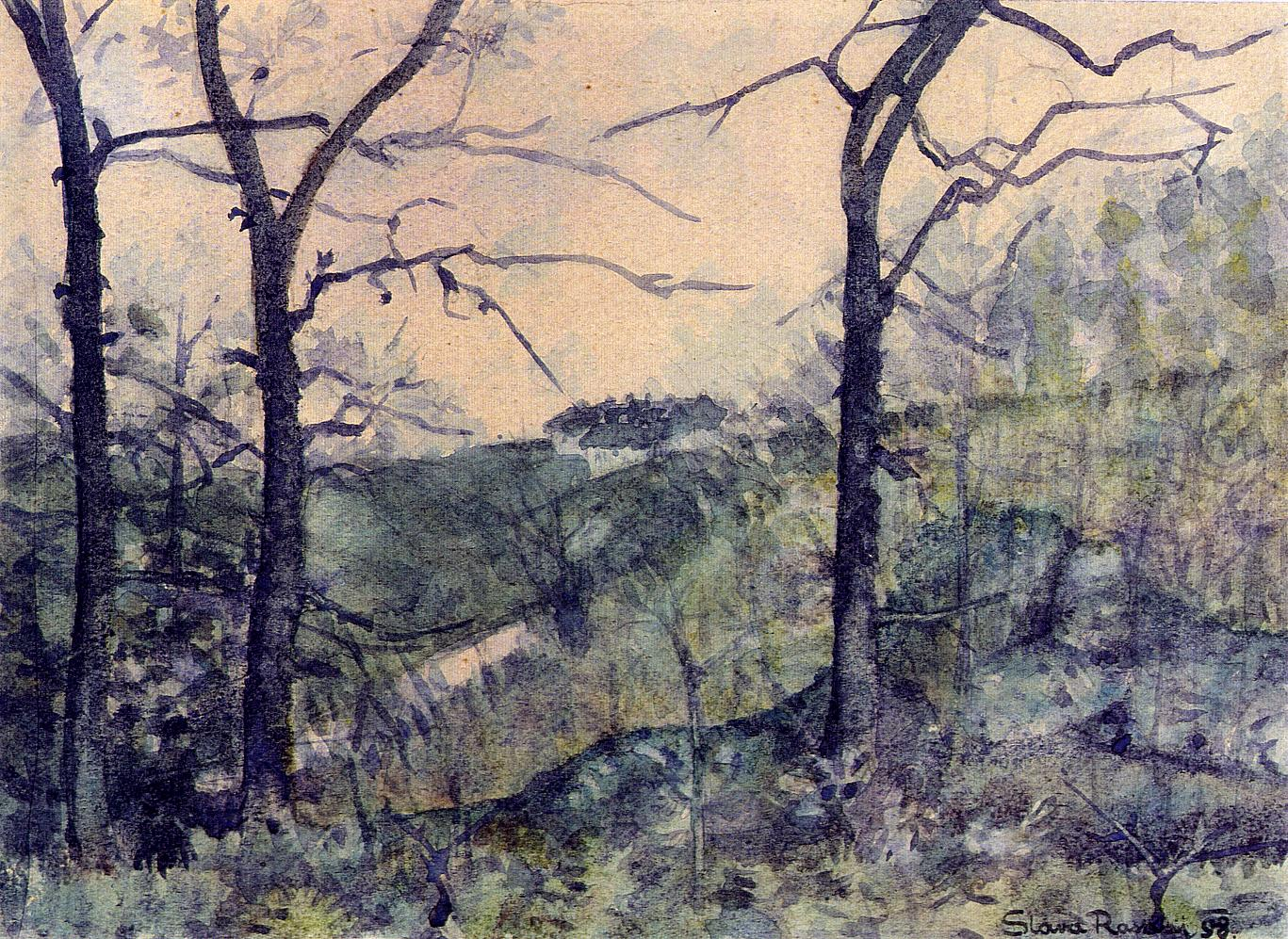
Una vista d'Osalj, 1898
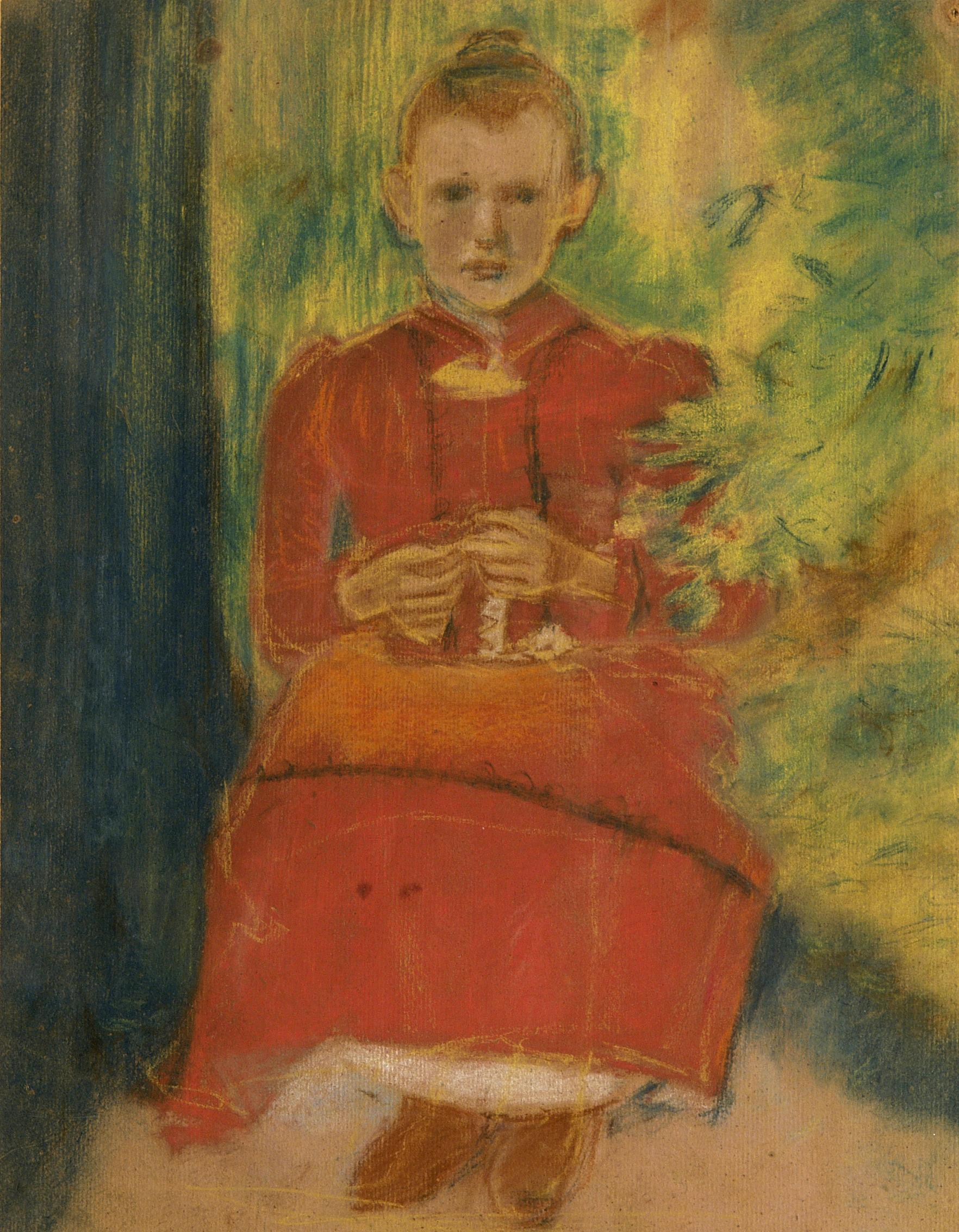
Noia, 1900
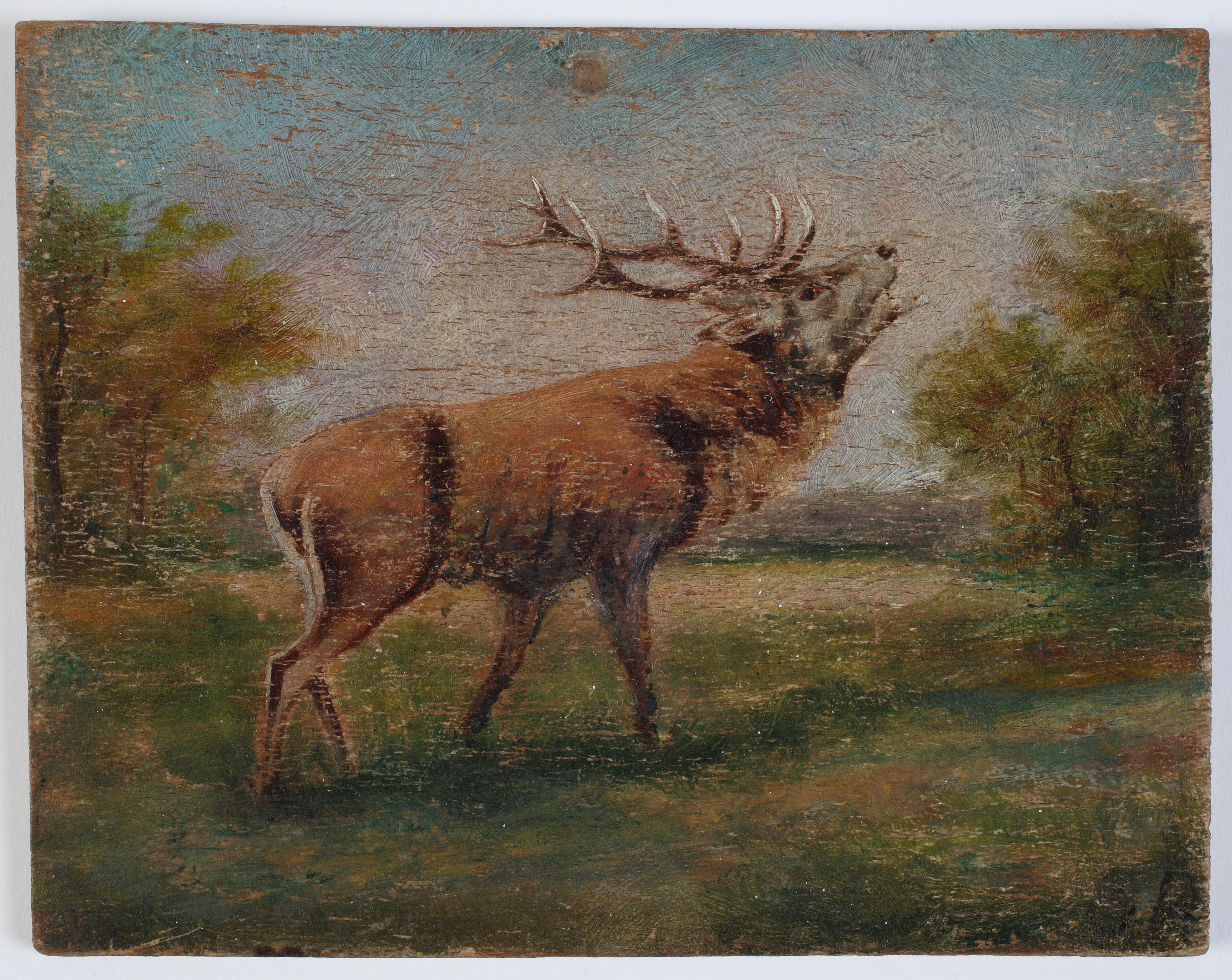
Estudi d'un cérvol del zoo de la comtessa Keglević al parc Lobor, 1906

El 1900 van començar a aparèixer els primers símptomes de depressió. Va ser hospitalitzada, però poc després va ser donada d'alta i va rebre atenció domiciliària. No obstant això, la seva condició es va deteriorar encara més i Slava va ser finalment institucionalitzada en un hospital psiquiàtric en Stenjevec el 1902 a causa de la depressió crònica, l'agressió i altres símptomes psicològics. Va deixar de pintar per complet en els seus últims anys i va morir el 29 de març de 1906 a causa de la tuberculosi.

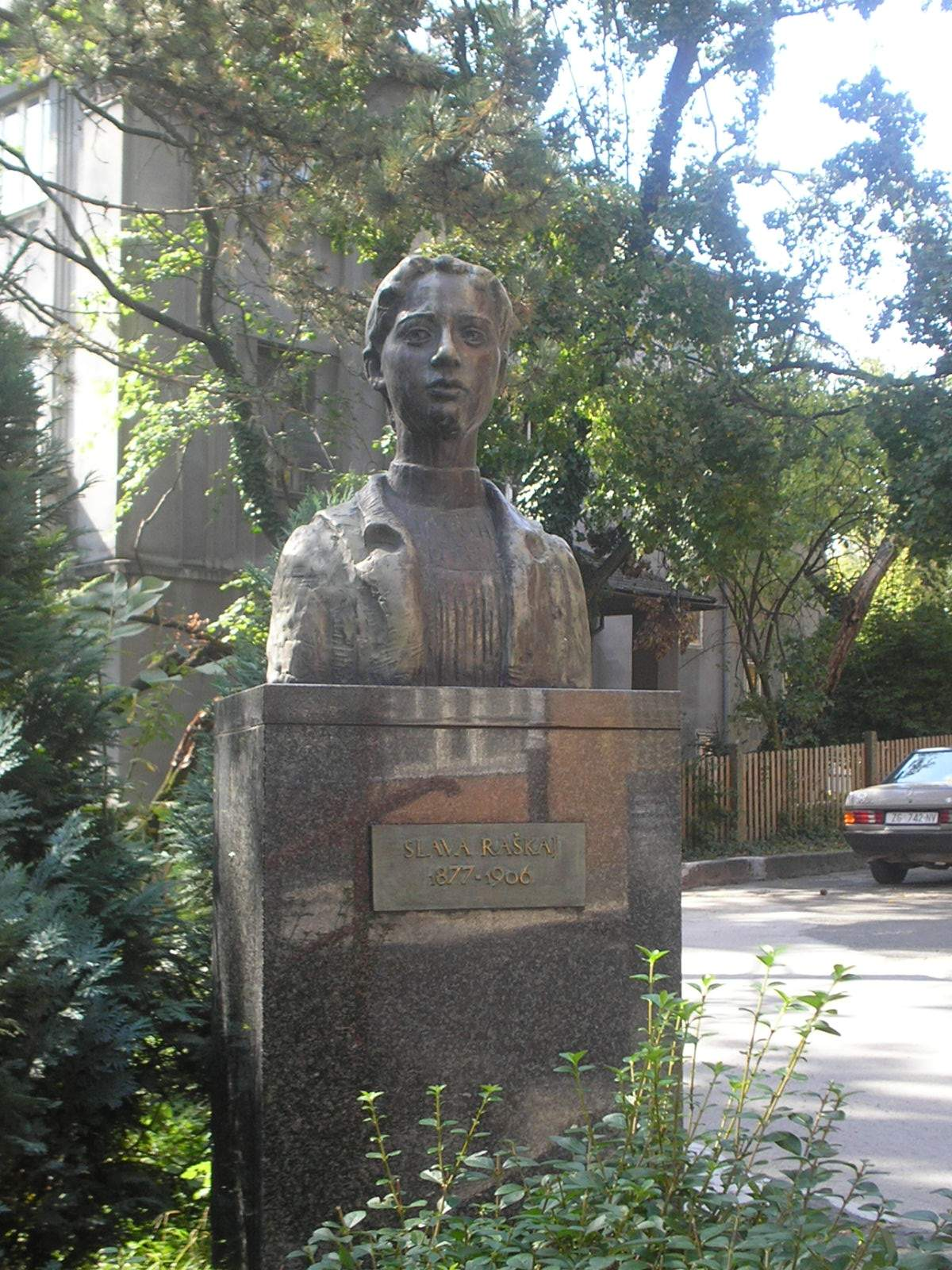
Bust de Slava Raškaj en Zagreb
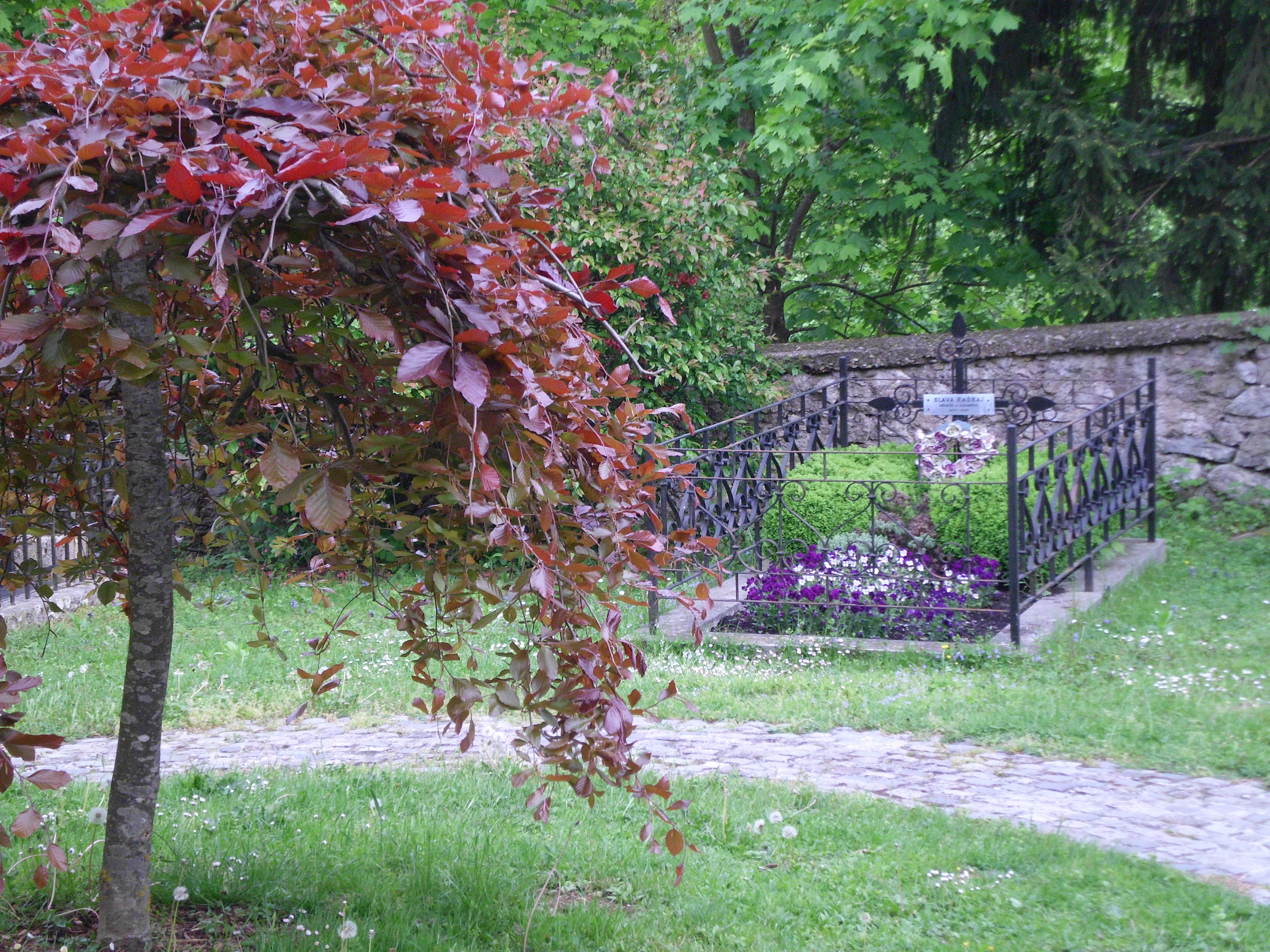
La tomba de Slava Raškaj en Ozalj
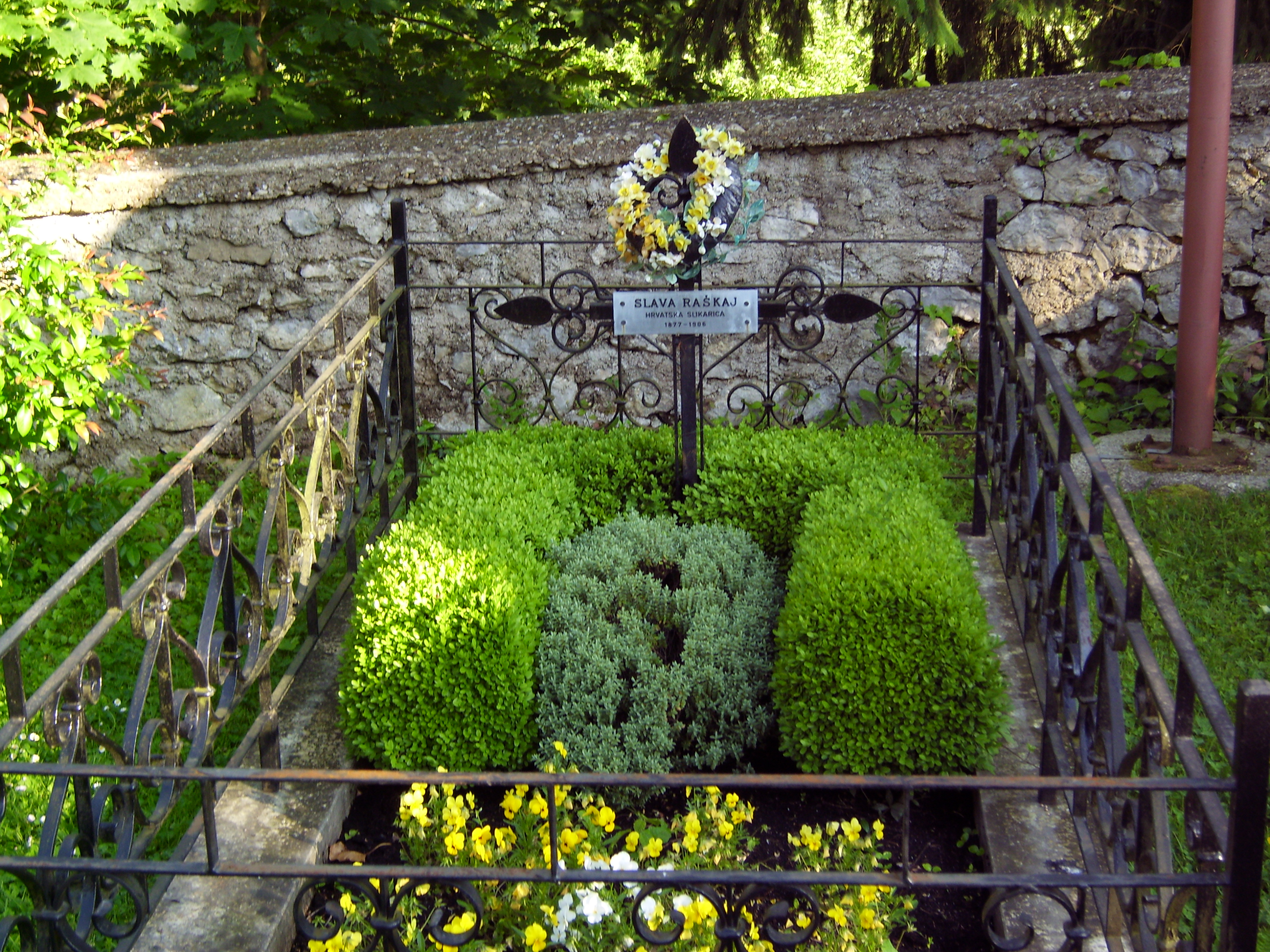
Detall de la tomba de Slava Raškaj

## Selecció d'obres
- Stablo u snijegu (Arbre en la neu).
- Rano proljeće (Principis de primavera).
- Proljeće u Ozlju (Primavera en Ozalj).
- Zimski pejsaž (Paisatge d'hivern).
- Lopoči (Lliris d'aigua).

## El seu llegat
La primera exposició dedicada al seu treball va tenir lloc el 1957 a Zagreb. Les seves aquarel·les impressionistes pintades després de 1900 són considerades entre les millors de l'art croat.
Una pel·lícula croata sobre la seva polèmica relació amb Sesija titulada 100 minuts de glòria dirigida per Dalibor Matanić va ser estrenada el 2004, i es va inaugurar una gran exposició retrospectiva amb 185 de les seves obres a la Galeria Klovićevi Dvori a Zagreb, entre maig i agost de 2008.
Al desembre de 2000, el Banc Nacional de Croàcia va emetre una moneda commemorativa de plata amb la imatge de Slava Raškaj, en la seva sèrie «Dones Famoses de Croàcia» (Znamenite Hrvatice), juntament amb l'escriptora infantil Ivana Brlić-Mažuranić i la noble de segle vii Katarina Zrinska.
El Centre Educatiu Slava Raškaj, a Zagreb, s'especialitza en l'educació pràctica i professional inclusiva per a estudiants sords i amb discapacitats de comunicació.